# W. L. McIntyre
W. L. McIntyre war ein Jurist aus St. Vincent und die Grenadinen.
McInytre war vom 12. Oktober 1962 bis zum 15. November 1962 unter der Regierung der People’s Political Party kommissarischer Generalstaatsanwalt seines Landes. In dieser Funktion gehörte er dem House of Assembly an.